# Partido Patriótico Revolucionario
El Partido Patriótico Revolucionario fue un antiguo partido político mexicano fundado en 1982 por José Camilo Valenzuela Fierro, líder social y dirigente político nacido en Sinaloa y actual miembro del CDN del PRD.

## Ideología
Con el avance tecnócrata-neoliberal fortalecido durante el sexenio de Miguel de la Madrid el PPR asumió una estrategia de liberación patriótica y democrática de México.

## Elecciones de 1985
En las elecciones de 1985 comienza a participar en las elecciones a través de la candidatura de José Camilo Valenzuela Fierro a diputado federal teniendo como orientaciones estratégicas el fortalecimiento de los movimientos sociales democráticos y la lucha por la unidad de la dispersa izquierda mexicana, para constituirse en opción de gobierno para el pueblo mexicano.

## Integración al PMS
En 1986 el Partido Patriótico Revolucionario (PPR), antes Corriente Socialista, se integra junto con el Movimiento Revolucionario del Pueblo, La Unidad de Izquierda Comunista, el Partido Socialista Unificado de México (PSUM), el Partido Mexicano de los Trabajadores (PMT) y una escisión del Partido Socialista de los Trabajadores (PST) al Partido Mexicano Socialista para contender en las elecciones de 1988 por la presidencia de la República.